# Jamón de Montánchez
El Jamón de Montánchez es un jamón que se cura en las tierras de Montánchez (provincia de Cáceres). Los cerdos empleados en la elaboración de estos jamones incluye la utilización de cerdo de raza ibérica. En la mayoría alimentados al aire libre con bellotas, aunque cabe la posibilidad de ser recebados con piensos específicos . El clima necesario para el curado de los perniles, que se encuentra ubicada aproximadamente a unos 900 metros de altitud sobre el nivel del mar, posee un clima frío y seco. La elaboración de este jamón comienza en los meses más fríos de invierno, tras el sacrificio del cerdo. 

## Historia
La producción de ganado porcino en las dehesas cacereñas aparecen ya en los Fueros de Montánchez que datan del año 1236, en ellas aparece documentada la existencia de dehesas dedicadas en especial para la producción de bellotas. La calidad del jamón alimentó la leyenda de que el propio emperador Carlos V era un gran aficionado a su consumo diario.

## Curiosidad
- Se mencionaba a comienzos del siglo XX que los cerdos de Montánchez debían su especial sabor a la dieta de reptiles con la que se alimentaban los cerdos en sus últimos días previos a la matanza.[2] Reptiles como es el caso de las víboras que abundan por esa zona.
- El escritor y viajero Germond de Lavigne indica en su obra Itinerario por España que el emperador Carlos V incluía en su dieta diaria el consumo de este Jamón.[3]